# XBIZ Award for Best Actress - Feature Movie
L'XBIZ Award for Best Actress - Feature Movie è un premio pornografico assegnato all'attrice votato come migliore in una scena caratteristica dalla XBIZ, l'ente che assegna gli XBIZ Awards, uno dei maggiori premi del settore.
Come per gli altri premi, viene assegnato nel corso di una cerimonia che si svolge a Los Angeles, solitamente nel mese di gennaio, solo tra il 2013 e il 2020.

## Vincitrici

### Anni 2010
| Anno | Vincitrice              | Titolo                               |
| ---- | ----------------------- | ------------------------------------ |
| 2013 | Lily Carter Lily LaBeau | Wasteland                            |
| 2014 | Remy LaCroix            | The Temptaion of Eve                 |
| 2015 | Carter Cruise           | Second Chances                       |
| 2016 | India Summer            | Marriage 2.0                         |
| 2017 | Mia Malkova             | The Preacher's Daughter              |
| 2018 | Penny Pax               | The Submission of Emma Marx: Evolved |
| 2019 | Avi Love                | The Possessions of Mrs. Hyde         |

### Anni 2020
| Anno | Vincitrice    | Titolo |
| ---- | ------------- | ------ |
| 2020 | Maitland Ward | Drive  |